# Aulogymnus flavitibiae
Aulogymnus flavitibiae är en stekelart som först beskrevs av Girault 1916.  Aulogymnus flavitibiae ingår i släktet Aulogymnus och familjen finglanssteklar. Inga underarter finns listade.